# 風俗サイト
風俗サイト（ふうぞくさいと）とは、一般に性風俗店を掲載しているポータルサイトを指す。

## 概要
風俗店が集客を行う上で、他業種と同様に広告宣伝を行う必要がある。ただし、風俗店はその業種柄、広告出稿における制約が多く、また出稿可能な媒体も少ない。客単価は高いが、風俗店で働く女性も高時給で雇っているため、集客手段を確立できないと経営の危機に陥ってしまう。
それまでは繁華街での客引き行為やスポーツ新聞、男性向け雑誌などが集客手法の主流であり、これらに広告費を投じてきたが、1990年後半にPCやインターネットが普及し、ウェブページを使ったオンラインでの広告宣伝へシフトし始めた。2000年代に入り無店舗型のデリバリーヘルスが主流となったため、店舗を構えていないがために、看板の掲出やキャッチ（客引き行為）が事実上できない業態の風俗店にとって風俗サイトの需要は益々高くなっている。2010年からはスマートフォンも普及し、スマートフォンに対応した風俗サイトが大きく勢力を持っている。